# NGC 2569
NGC 2569 ist eine Elliptische Galaxie vom Hubble-Typ E/S0 im Sternbild Krebs auf der Ekliptik. Sie ist schätzungsweise 224 Millionen Lichtjahre von der Milchstraße entfernt und hat einen Durchmesser von etwa 40.000 Lichtjahren.
Im selben Himmelsareal befinden sich die Galaxien NGC 2560, NGC 2562, NGC 2563, NGC 2570.
Das Objekt wurde am 19. Februar 1862 vom deutsch-dänischen Astronomen Heinrich Louis d’Arrest entdeckt.